# Zospeum tholussum
Zospeum tholussum (лат.) — вид наземных брюхоногих моллюсков из семейства Ellobiidae, обитающий в пещерах горного массива Велебит (Хорватия). Малоподвижные миниатюрные организмы, обладающие прозрачной раковиной длиной около 2 мм, состоящей из 5—6 оборотов. Характерная черта, отличающая Zospeum tholossum от близкородственных видов, — укрупнённый куполообразный второй оборот раковины.
Представители этого вида впервые обнаружены в Пещерах Велебита на глубинах 740—1400 м в 2010 году, однако формальное таксономическое описание было сделано лишь в 2013 году немецким малакологом Александром Вайгандом (нем. Alexander M. Weigand). Вид Zospeum tholussum был включён Международным институтом исследования видов в свой список «Десять самых замечательных видов» за 2014 год, в связи с необычным местообитанием, отсутствием глаз и слабой пигментацией раковины, придающими моллюску «призрачный» внешний вид.

## Описание

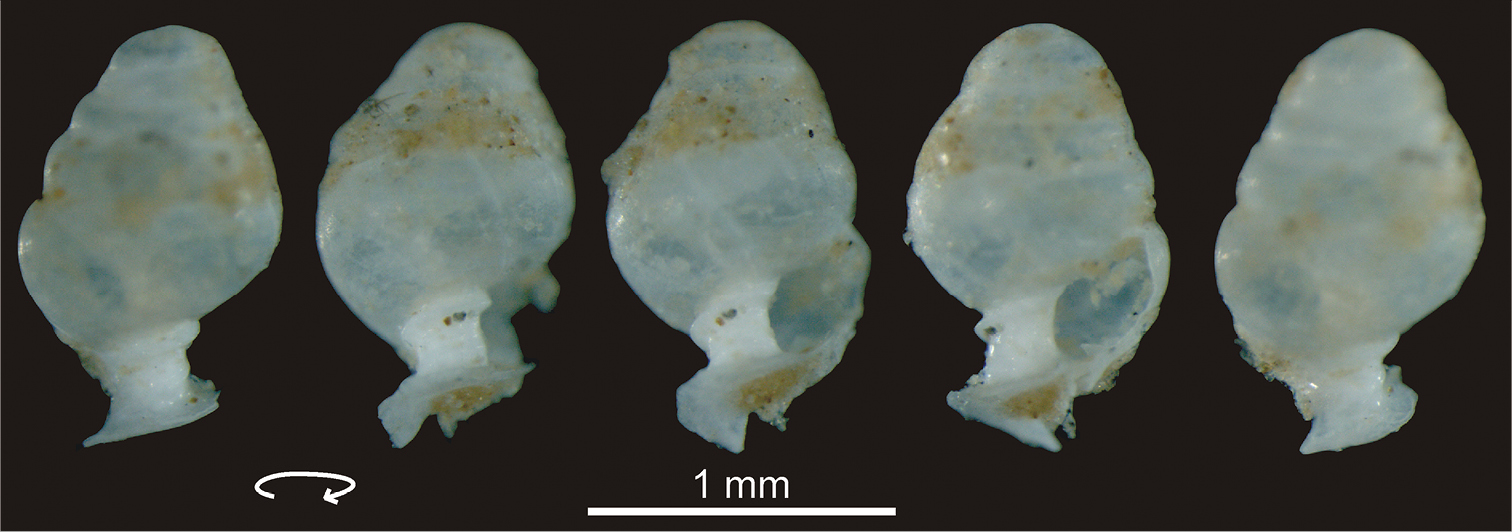
Раковина Zospeum tholussum была сломана и повёрнута по часовой стрелке, чтобы показать складку столбика

Zospeum tholussum — это микроскопические улитки (микрогастроподы), высота их раковины составляет лишь 1,41—1,81 мм, а ширина — 0,38—0,46 мм. Отношение высоты раковины к её ширине — от 1,34 до 1,62. Раковина состоит из 5—6 оборотов. Второй оборот увеличен и имеет куполообразную (сводчатую) форму, его высота составляет от 2/3 до 5/6 высот третьего и четвёртого оборотов, вместе взятых. Отношение высоты устья к его ширине — 1,05—1,30. Зубов нет. Столбик раковины (колумелла) имеет слабо выраженный изгиб. Среди раковин обнаруженных экземпляров наблюдается умеренные морфологические различия, соответствующие таковым для особей одного вида. Раковинки обычно очень тонкие и хрупкие, с гладкой поверхностью. Раковинки живых или недавно умерших особей прозрачны, однако впоследствии они мутнеют и приобретают молочно-белый оттенок.

## Открытие
Образцы Zospeum tholussum были обнаружены группой спелеологов и биологов Хорватского Биоспелеологического общества (хорв. Hrvatsko Biospeleološko Društvo) в пещерах в горах Велебит в Хорватии в ходе экспедиции с 29 июля по 8 августа 2010 года. Изначальной целью экспедиции было определение глубины пещеры, однако её участники также собирали образцы животных, которые им попадались.

## Экология

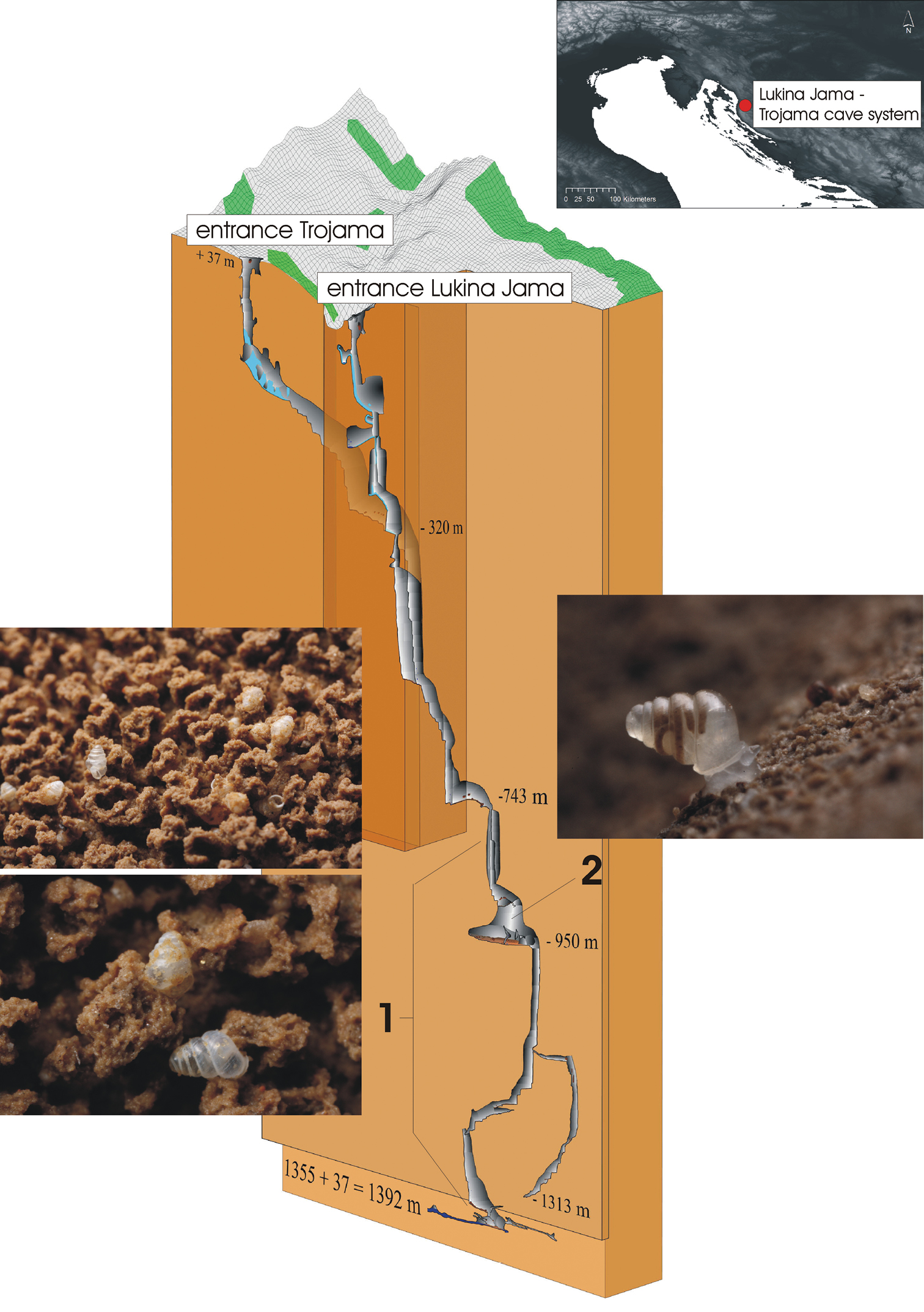
3D-схема пещер Велебит в Хорватии. Показаны места нахождения пустых раковинок (1) и единственного живого образца (2).

Как и все представители рода Zospeum, особи Z. tholussum абсолютно слепы. Из-за этого, а также отсутствия пигментации они считаются истинными пещерными организмами (эутроглобионты). Об их биологии известно очень мало, однако виды рода Zospeum характеризуются тем, что предпочитают заиления или постоянно увлажнённые подземные местообитания. Они встречаются в основном в дренажных системах пещер.
Из-за их крошечных размеров особи Zospeum перемещаются чрезвычайно медленно. За неделю они могут передвинуться лишь на несколько миллиметров или сантиметров, обычно двигаясь кругами вокруг заданной точки. Из-за близости местообитаний к водоёмам и обитанию на влажных субстратах Вейганд и коллеги (2013) предположили, что первичный способ распространения Zospeum — пассивный, с потоками воды или более крупными животными, например, летучими мышами или сверчками.

## Распространение
К настоящему моменту вид Zospeum tholussum известен только из пещер Велебит в Хорватии. Эта пещерная система — самая глубокая в Хорватии и одна из двадцати самых глубоких пещер мира, её глубина составляет 1421 м с учётом глубины затопленных участков. Кроме колоссальной глубины, эта пещера известна также своей вертикальной ориентацией и глубокими шахтами. Пещерная система имеет две входных пещеры — Лукина яма и Трояма. Лукина яма открывается на горном склоне на 37 м ниже Троямы. Лукина яма и Трояма соединяются под землёй на глубине 558 м, считая от Лукина яма (или 595 м от Трояма). Эта пещерная система необычна тем, что она включает три микроклиматических слоя, что делает её чрезвычайно интересной в плане изучения биоразнообразия. Первые 200 м пещерной системы, считая от входа, покрыты толстым слоем снега и льда температурой 1  °C. В более глубоких участках пещеры теплее: 2 °C в средней части и 4 °C на дне.
Пустые раковинки Z. tholussum обнаруживались начиная с глубины 743 м и вплоть до самого дна пещеры, которое находится на 1392 м ниже Троямы. Раковинки находились погружёнными в слой грязи. За несколько дней группа исследователей собрала 8 пустых раковинок этой улитки. Они также нашли единственный живой экземпляр из безымянной большой камеры на глубине около 980 м. Камера составляла около 65 м в длину и 70 м в ширину. Субстрат камеры был представлен в основном камнями и песком. Вблизи этого места тёк временный ручей. Температура воздуха в камере составляла от 3,3 до 3,5 °C, влажность — около 100 %. Температура воды в ручье была около 5,1 °C.
Ареал Z. tholussum находится в пределах обитания более распространённого и морфологически схожего вида Zospeum amoenum (он встречается в пещерах Восточных Балкан в северной Словении, западной Хорватии, Боснии и Герцеговине, а также Черногории). Хотя виды Zospeum с крупными ареалами, по всей видимости, также включают морфологически схожие непризнанные криптические виды, Вейганд предположил, что некоторые другие экземпляры, ранее относимые к Zospeum amoenum, на самом деле являются представителями Zospeum tholussum.

## Таксономия

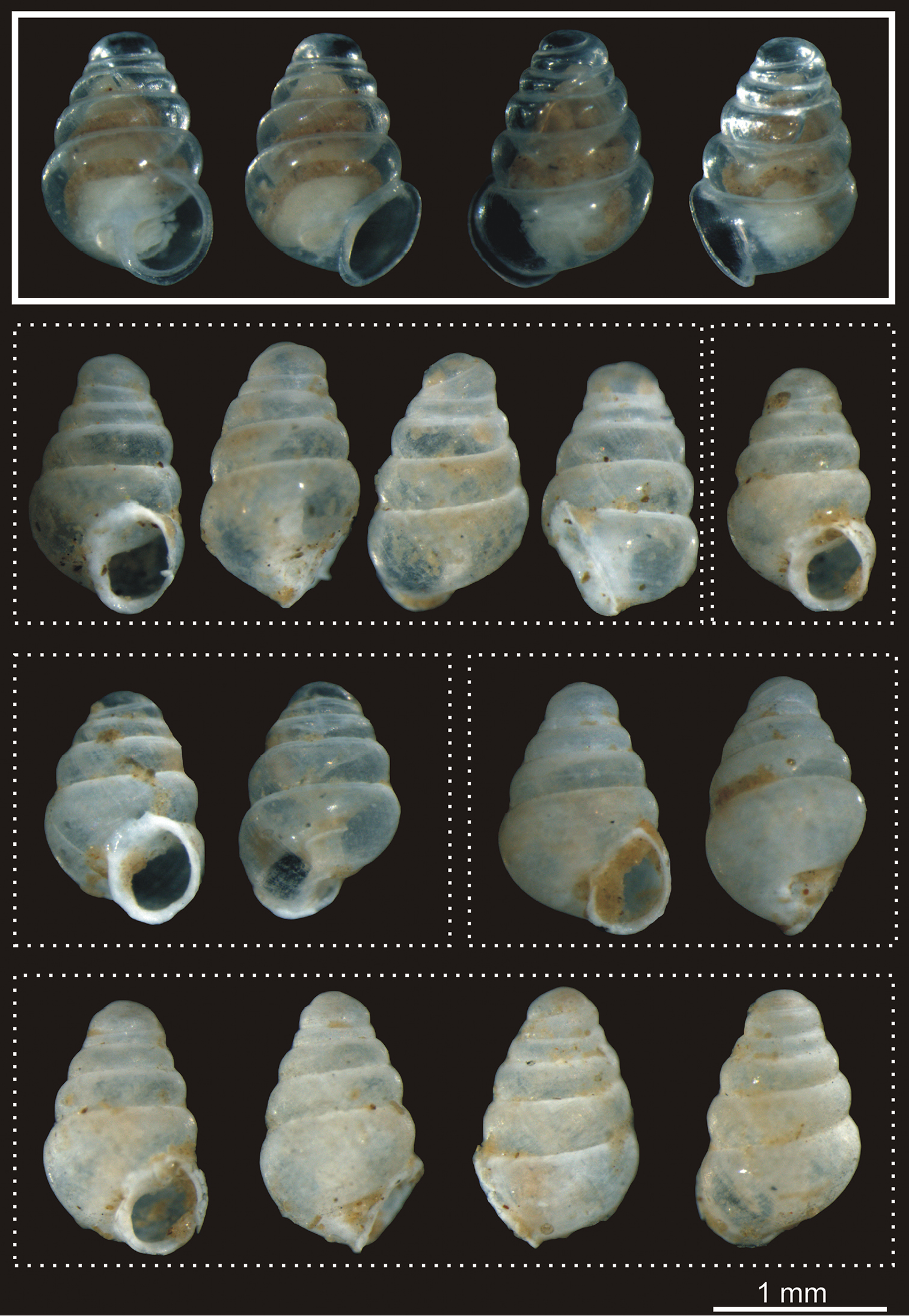
Голотип (окружён сплошной рамкой) и пять паратипов (окружены прерывистой рамкой) Zospeum tholussum

Вид Zospeum tholussum был формально описан немецким таксономом Александром М. Вейгандом в 2013 году на основании образцов, добытых в ходе пещерной экспедиции. Видовой эпитет образован от лат. tholus — купол, свод; основой для такого эпитета стала характерная сводчатая форма второго оборота раковины. Девять экземпляров вида в настоящее время хранятся в Зенкенбергском музее во Франкфурте-на-Майне, Германия. Восемь пустых раковинок Вейганд использовал как паратипы, одна из них была сломана для изучения внутреннего строения раковины. Единственный живой экземпляр стал голотипом. Вид Z. tholussum был отнесён в род Zospeum подсемейства Carychiinae, входящего в семейство Ellobiidae.
Вейганд выделил этих улиток в отдельный вид как на основании строения раковины, так и данных молекулярной генетики, полученных из живого образца. Баркодирование ДНК голотипа Z. tholussum, по сравнению с результатами этого исследования для других видов рода Zospeum, показало, что этот вид наиболее близок к виду Zospeum pretneri. Морфологически Z. tholussum очень близок к Zospeum amoenum, однако от этого вида он может быть легко отличён по сводчатой форме второго оборота раковины и наличию лёгкого изгиба в столбике раковины. Эти виды также отличаются и по результатам, полученным при помощи баркодинга ДНК.
В ходе экспедиции в пещеры Велебит в 2010 году был найден и другой, ранее неизвестный вид Zospeum. От Z. tholussum он может быть отличён по общей форме раковины, более заметному изгибу столбика раковины, отсутствия характерной сводчатой структуры второго оборота и наличию зубов. Однако ни одного живого образца этого вида найдено не было, и исследовать его родство к Z. tholussum с помощью баркодинга ДНК невозможно.